# Děti Země

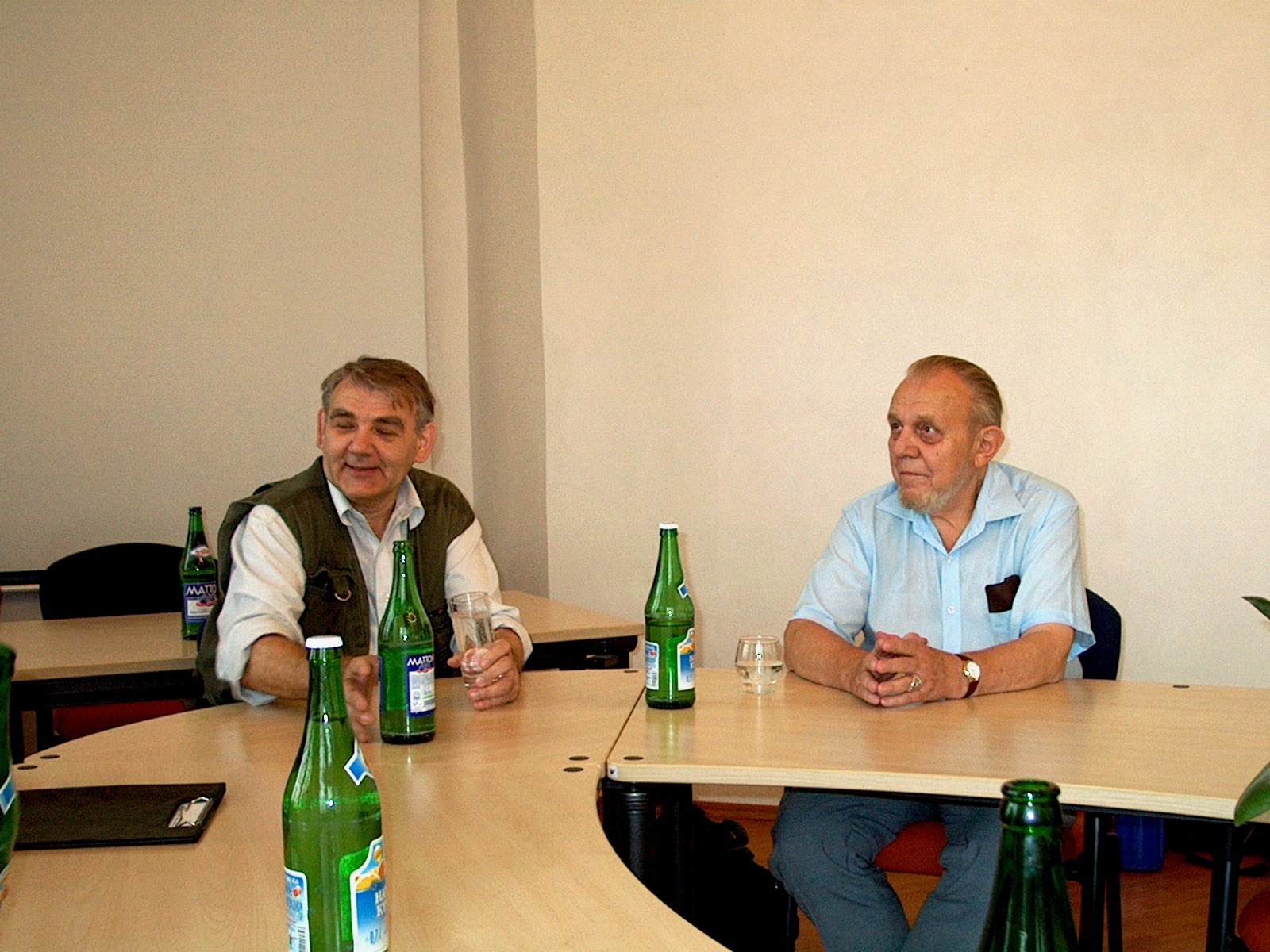
Ivan Dejmal und Erazim Kohák (2003)

Děti Země (deutsch: Kinder der Erde) ist eine tschechische Umweltbewegung. Sie wurde im September 1989, kurz vor der Samtenen Revolution, als Initiative mehrerer Ökoaktivisten in Prag gegründet. Děti Země hat derzeit elf Vertretungen in der Tschechischen Republik, die Zentrale befindet sich in Pilsen.
Seit ihrer Gründung setzt sich Dětí Země unter anderem für den Schutz der Ozonschicht, nachhaltigen Transport und die Luftreinhaltung ein. Eines der wichtigsten Projekte von Děti Země war in den letzten Jahren der Kampf für eine ökologisch verträglichere Linienführung der Autobahn D8 (Prag–Dresden) im Landschaftsschutzgebiet Böhmisches Mittelgebirge. In diesem Zusammenhang wurde die Organisation auch in Deutschland bekannt.
Vorsitzender von Dětí Země ist derzeit Miroslav Patrik. Mitglieder des Ehrenrats der Organisation sind Jiří Dědeček, Erazim Kohák, Vladimír Merta, Zdeněk Thoma, Jaroslav Pavlíček und Jan Vodňanský. Ivan Dejmal, ehemaliger Dissident der Bürgerrechtsbewegung Charta 77 und erster tschechischer Umweltminister war langjähriger Unterstützer.
Děti Země vergibt jährlich die „Grüne Perle“, einen ironischen Preis für die schlimmste Äußerung zu Themen der Ökologie.